# Cyrla (Mogielica)
Cyrla – druga co do wielkości polana na Mogielicy w Beskidzie Wyspowym (największa jest polana Stumorgi). Znajduje się na północno-zachodnim jej grzbiecie opadającym do Jurkowa, na wysokości ok. 740–860 m n.p.m. Pierwsze polany w Karpatach powstały w wyniku działalności pasterskiego plemienia Wołochów, którzy w XV w. przywędrowali w te tereny z Bałkanów wraz ze stadami owiec i kóz. Polany otrzymywali przez wypalanie w specjalny sposób zwany cyrhleniem. Od tego właśnie pochodzi nazwa polany. Później osiedlili się w dolinach, asymilując się z miejscową ludnością. Ich pasterskie zwyczaje kontynuowane są do dzisiaj. Z czasem, gdy wsie na Podhalu stały się skrajnie przeludnione, część polany została zaorana pod pola uprawne. Niegdyś było tutaj 6 gospodarstw, w 2007 na polanie istnieje jedno tylko gospodarstwo, nadal zajmujące się wypasaniem owiec.
Dzięki temu, że polana jest duża i obejmuje również grzbiet, rozciąga się z niej szeroka panorama widokowa obejmująca cały niemal horyzont. W południowym kierunku widać pobliski, zalesiony grzbiet z mało wybitnymi szczytami Krzystonowa, Jasienia i Kobylicy. W zachodnim kierunku rozległe widoki obejmujące tereny wsi Jurków, Półrzeczki, Wilczyce, wysoko wznoszący się i wybitny masyw Lubonia Wielkiego doskonale rozpoznawalnego po charakterystycznej wieży przekaźnika, pobliską, dużo niższą Ogorzałą, Szczebel, Ćwilin, Śnieżnicę. Można też podejść na szczyt grzbietu, gdzie znajduje się polana Kozice stanowiąca górną część polany Cyrla. Rozciągają się stąd widoki na północną stronę. W dole rozległa wieś Słopnice, dalej dolina rzeki Łososina, a ponad nią zamyka horyzont Pasmo Łososińskie.

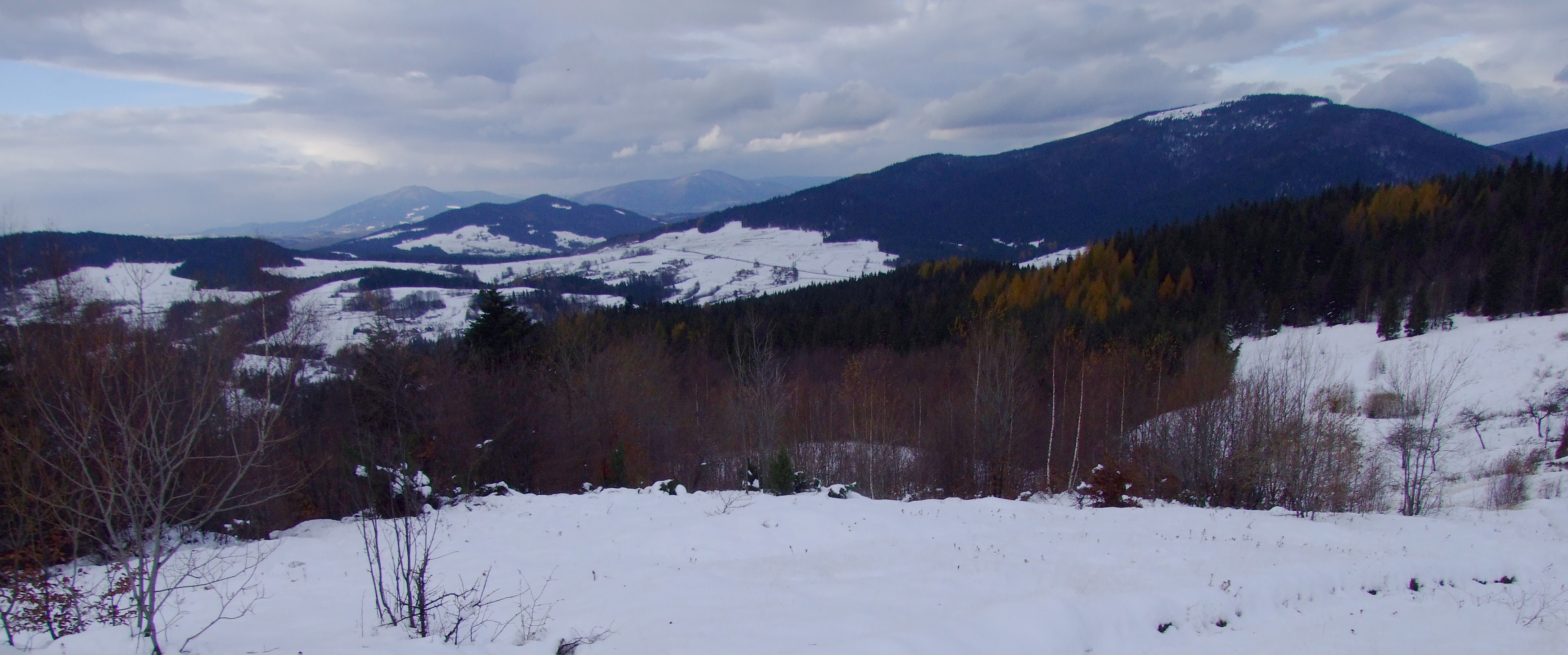
Widok z polany w zachodnim kierunku

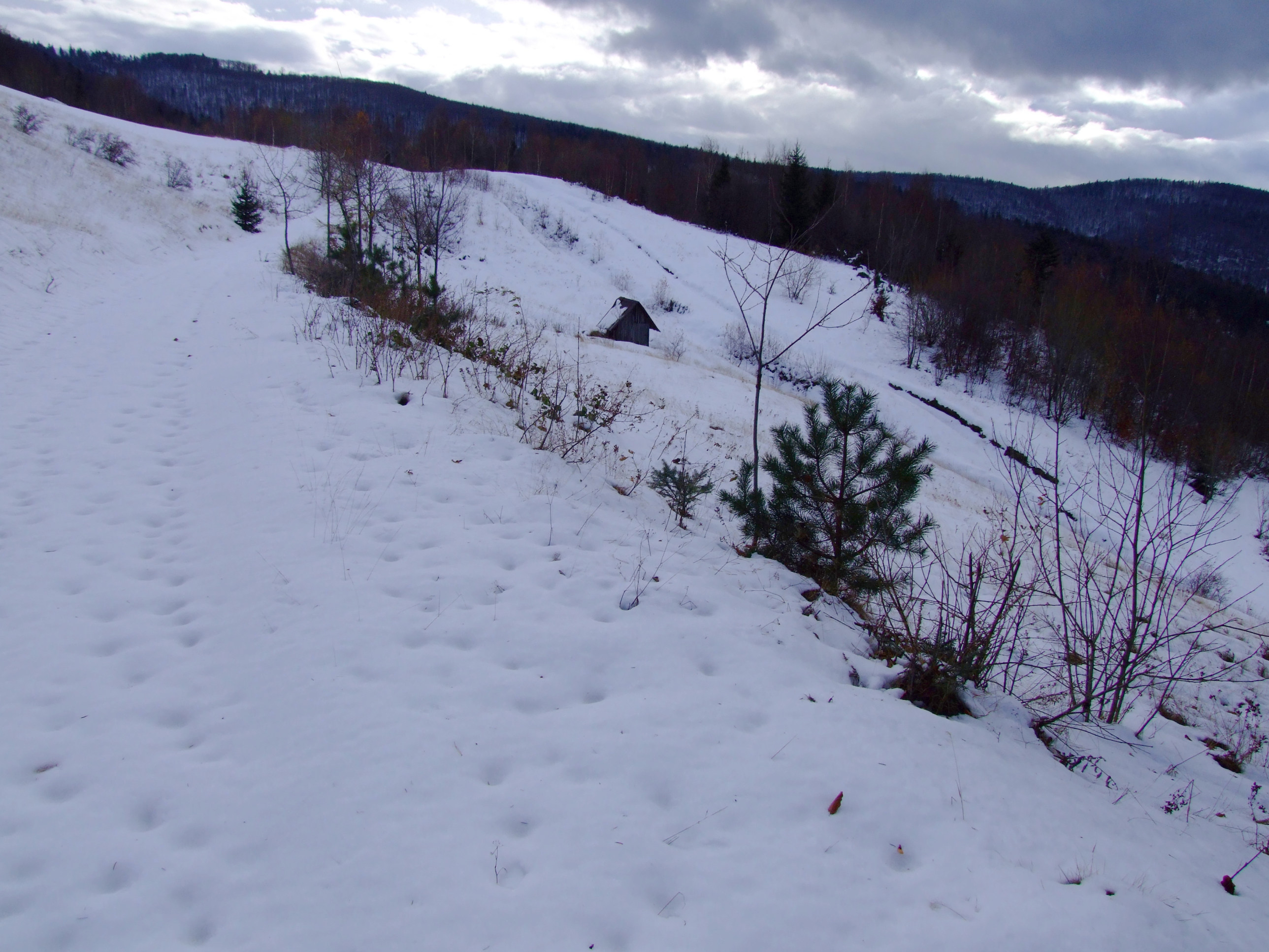

Nieco poniżej szlaku znajduje się nieduży stawek Mocurki, zaś w lesie poniżej polany (ok. 15 min) duże bagno Jasionkówka. Według miejscowej ludności lepiej do niego nie chodzić, gdyż jest to miejsce pełne tajemnic i niebezpieczne.
Przez Cyrlę przebiega granica między wsiami Chyszówki i Półrzeczki w województwie małopolskim, w powiecie limanowskim, w gminie Dobra.

## Szlaki turystyki pieszej
z Jurkowa przez Cyrlę na szczyt Mogielicy 2:45h, ↓ 1:45 h.